# Seznam rimskih filozofov
Seznam rimskih filozofov.

## A
- Ambrož Milanski (339 – 197)
- Apulej (125 – 180)
- Arijan (86 – 146)
- Atenodor Kananit, (74 pr. n. št. – 7)
- Tit Pomponij Atik (110 pr. n. št. – 32 pr. n. št.)
- Avguštin iz Hipona (354 – 450)
- Mark Avrelij (121 – 180)

## B
- Anicij Manlij Torkvat Severin Boetij (480 – 524)

## C
- Mark Tulij Cicero (106 pr. n. št. – 43 pr. n. št.)

## E
- Evzebij Sofronij Hieronim (347 – 419)

## F
- Favorin (80 – 160)
- Jožef Flavij (37 – 100)

## J
- Flavij Klavdij Julij (331 – 363)

## K
- Tit Lukrecij Kar (95 pr. n. št. – 55 pr. n. št.)
- Kasij Longin (213 – 273)
- Kasij Longin (85 pr. n. št. – 42 pr. n. št.)
- Marcijan Kapela (4. stoletje – 5. stoletje)

## M
- Gaj Kilinij Mecen (70 pr. n. št. – 8 pr. n. št.)

## P
- Plinij starejši (23 – 79)

## R
- Gaj Musonij Ruf (20 – 100)

## S
- Sekst Empirik (160 – 210)
- Lucij Anej Seneka (3 pr. n. št. – 65)

## V
- Mark Terencij Varon (116 pr. n. št. – 27 pr. n. št.)
- Gaj Marij Viktorin (290 – 364)